# Eduardo Sánchez Junco
Eduardo Sánchez Junco (Palència, 26 d'abril de 1943 - Madrid, 14 de juliol de 2010) fou un periodista i editor espanyol, director i president de la revista ¡Hola!.
Fill únic d'Antonio Sánchez Gómez i Mercedes Junco Calderón, fundadors d'¡Hola!, Eduardo Sánchez Junco va estudiar la carrera d'Enginyer Agrònom, professió que va exercir fins als vuitanta, quan va passar a dirigir ¡Hola! a la mort del seu pare. D'acord amb els nous temps en la comunicació, va emprendre l'expansió internacional de la seva capçalera el 1987, amb la inauguració de l'edició britànic]a “Hello!”, que es va convertir ràpidament en una de les publicacions més notòries del seu gènere al món anglosaxó. L'edició francesa, Ohla!, creada el 1998, va tenir una curta existència. També va ser el creador de la web de la revista.

## Reconeixements[1][2]
- Editor de l'any, atorgat per la Asociación de Revistas de Información (ARI) (2001)
- Medalla d'Or del Queen Sofía Spanish Institute de Nova York (2006)
- Premi Luca de Tena de periodisme (2009)